# Dalin Myślenice
Klub Sportowy Dalin Myślenice – klub sportowy założony w Myślenicach w 1921 roku. Barwy klubu: biało-zielone. Najstarszy i najbardziej znany klub z Myślenic.

## Historia
Na wiosnę 1921 roku został założony Klub Sportowy Dyskos, w którym trenowano piłkę nożną oraz lekkoatletykę. Niedługo po założeniu zmieniono nazwę klubu na Klub Sportowy Uklejna. Nową nazwę zaczerpnięto od góry leżącej niedaleko Myślenic. W 1925 roku pojawiły się trudności związane z działalnością klubu, Towarzystwo Gimnastyczne Sokół przejęło boisko klubowe i żeby zespół nie utracił bazy sportowej postanowiono połączyć te dwa zespoły. Nowa nazwa klubu brzmiała Sokół – Podhale. W takiej formie klub działał do wybuchu wojny. Po odzyskaniu przez Polskę niepodległości klub reaktywowano pod nową nazwą Dalin (również pochodzącą od nazwy pobliskiej góry). Od tego momentu klub nieprzerwanie prowadzi działalność sportową.

## Osiągnięcia sportowe
Sekcja piłki nożnej – 4. miejsce w III lidze w sezonie 1997/1998.
Sekcja piłki siatkowej (XXI wiek):
- 1999/2000 awans do II ligi centralnej
- 2000/2001 II miejsce w II lidze
- 2001/2002 I miejsce w II lidze i awans do Ib ligi
- 2002/2003 II miejsce w Ib lidze
- 2003/2004 I miejsce w IB lidze i awans do I ligi
- 2004/2005 IX miejsce w I lidze
- 2005/2006 VII miejsca w LSK

## Sekcje
- piłka nożna mężczyzn (aktualnie drużyna gra w III lidze),
- piłka siatkowa kobiet (aktualnie zespół występuje w II lidze),
- piłka siatkowa mężczyzn (aktualnie drużyna gra w IV lidze),
- zapasy.

W przeszłości istniały również sekcje piłki ręcznej, narciarstwa, gimnastyczna oraz lekkoatletyczna.